# Ramón Colón
Ramón Colón Acevedo (Madrid, 22 de marzo de 1916 – 1999) es un exjugador y entrenador español de fútbol.

## Trayectoria

### Jugador
Ramón Colón inicia su carrera en Primera División en 1940, al incorporarse al Atlético Aviación (nombre que entonces recibía el Atlético de Madrid. En dicho club permanece tres temporadas, hasta el final de la 1942/43. Durante su etapa como jugador rojiblanco ganó dos títulos, uno de Liga y una Copa Eva Duarte.

### Entrenador
Una vez finalizada su carrera como jugador, pasó a ser entrenador de los juveniles del Atlético de Madrid, con los que ganó el título de Campeón de España. En la temporada 1952/53 al ser cesado Helenio Herrera pasó a desempeñar el puesto de entrenador del Atlético de Madrid, en Primera División.
Allí comenzaría también la siguiente temporada, en la que tras cinco jornadas fue sustituido por Benito Díaz. Posteriormente entrenaría al Real Murcia, con el que lograría el ascenso a Primera División, al Málaga C.F., Rayo Vallecano, y a la U.D. Salamanca. Fue además Seleccionador Juvenil de Castilla y Seleccionador Nacional Juvenil.

## Palmarés

### Como jugador
|  | Título              | País   | Club               | Año     |
|  | ------------------- | ------ | ------------------ | ------- |
|  | Liga                | España | Atlético de Madrid | 1940/41 |
|  | Copa Presidente FEF | España | Atlético de Madrid | 1940/41 |